# ماتوچینا
ماتوچینا (به بلغاری: Matochina) یک منطقهٔ مسکونی در بلغارستان است که در شهرستان اسویلنگراد واقع شده‌است.
 ماتوچینا  ۳۷ نفر جمعیت دارد و ۱۶۴ متر بالاتر از سطح دریا واقع شده‌است.